# Eggborough
Eggborough est un village du Yorkshire du Nord, en Angleterre. Le village est situé à l'intersection des routes A19 et A645, approximativement à sept miles à l'est de Pontefract et sept miles au sud-ouest de Selby. Il se situe également près de l'autoroute M62. Il y a environ 600 foyers et de nombreuses entreprises. La population comptait 2 440 habitants en 2021.
Le village est le site d'implantation d'une centrale électrique fonctionnant au charbon, construite dans les années 1960 et contrôlée par British Energy. Ses 4 turbines peuvent produire un total combiné de 1960 mégawatts.

## La centrale électrique d'Eggborough
La centrale électrique d'Eggborough est l'une des trois centrales (avec celles de Ferrybridge et de Drax) qui s'étendent en ligne à environ 4 miles les unes des autres au nord de l'autoroute M62. Par beau temps, on peut voir les trois centrales du haut de Stoodley Pike, un mont situé à pas moins de 67 miles d'Eggborough, à Todmorden, dans le Yorkshire de l'Ouest.
Il y avait auparavant une quatrième centrale au sud de la M62, à Thorpe Marsh, qui est maintenant fermée.